# غاري باكستر
غاري باكستر (بالإنجليزية: Gary Baxter)‏ هو لاعب كرة قدم أمريكية أمريكي، ولد في 24 نوفمبر 1978 في تايلر في الولايات المتحدة.

## وصلات خارجية
- الموقع الرسمي
- غاري باكستر على موقع مرجع كرة القدم المحترفة.كوم (الإنجليزية)